# Austrolimnophila (Austrolimnophila) vivasberthieri
Austrolimnophila (Austrolimnophila) vivasberthieri is een tweevleugelige uit de familie steltmuggen (Limoniidae). De soort komt voor in het Neotropisch gebied.